# کاج کوتاه‌برگ
کاج کوتاه‌برگ (نام علمی: Pinus echinata)، نام یک گونه از سرده کاج است. یک درخت مخروطی از چوب نرم که سوزن‌های کوتاه و مخروط‌های کوچک دارد. این گونه عمدتاً در جنوب‌شرقی ایالات‌متحده یافت می‌شود و می‌تواند در آب و هواهای مختلف زندگی کند. کاج کوتاه‌برگ گاهی به‌عنوان کاج «قدیمی»، «صنوبر»، «رزماری»، «زرد»، «دوبرگ» و کاج «قلبی» نامیده می‌شود. با این حال، یک کاج واقعی کوتاه‌برگ وجود دارد که با این گونه‌های کاج متفاوت است. این سردرگمی از یک رسم در جنوب‌شرقی ایالات متحده ناشی می‌شود که به کاج‌ها فقط به عنوان «برگ‌بلند» یا «برگ‌کوتاه» اشاره می‌شود. علاوه بر این، با بررسی برگ‌های کوتاه و مخروط‌های کوچک کاج می‌توان از سایر کاج‌ها تشخیص داد.

## شرح
شکل درخت متغیر است، گاهی راست، گاهی کج، با تاجی نامنظم. ارتفاع درخت به ۲۴ تا ۳۰ متر می‌رسد. قطر تنه بین ۰/۵–۰/۹ متر و میانگین بین ۰/۶–۰/۹ متر است.
برگ‌ها سوزنی‌مانند، به‌صورت دسته‌های دوتایی و سه‌تایی مخلوط شده با هم و از ۷ تا ۱۱ سانتی‌متر طول دارند. مخروط‌ها ۴–۷ سانتی‌متر با فلس‌های نازک با یک کیل عرضی و یک خار کوتاه هستند. آنها در زمان بلوغ باز می‌شوند اما پایدار هستند. نهال‌های کاج کوتاه‌برگ یک خمیدگی J شکل پایدار در نزدیکی سطح زمین ایجاد می‌کنند. جوانه‌های زیربغل و سایر جوانه‌ها در نزدیکی کج شکل می‌گیرند و اگر ساقه بالایی در اثر آتش کشته یا جدا شود، شروع به رشد می‌کنند.

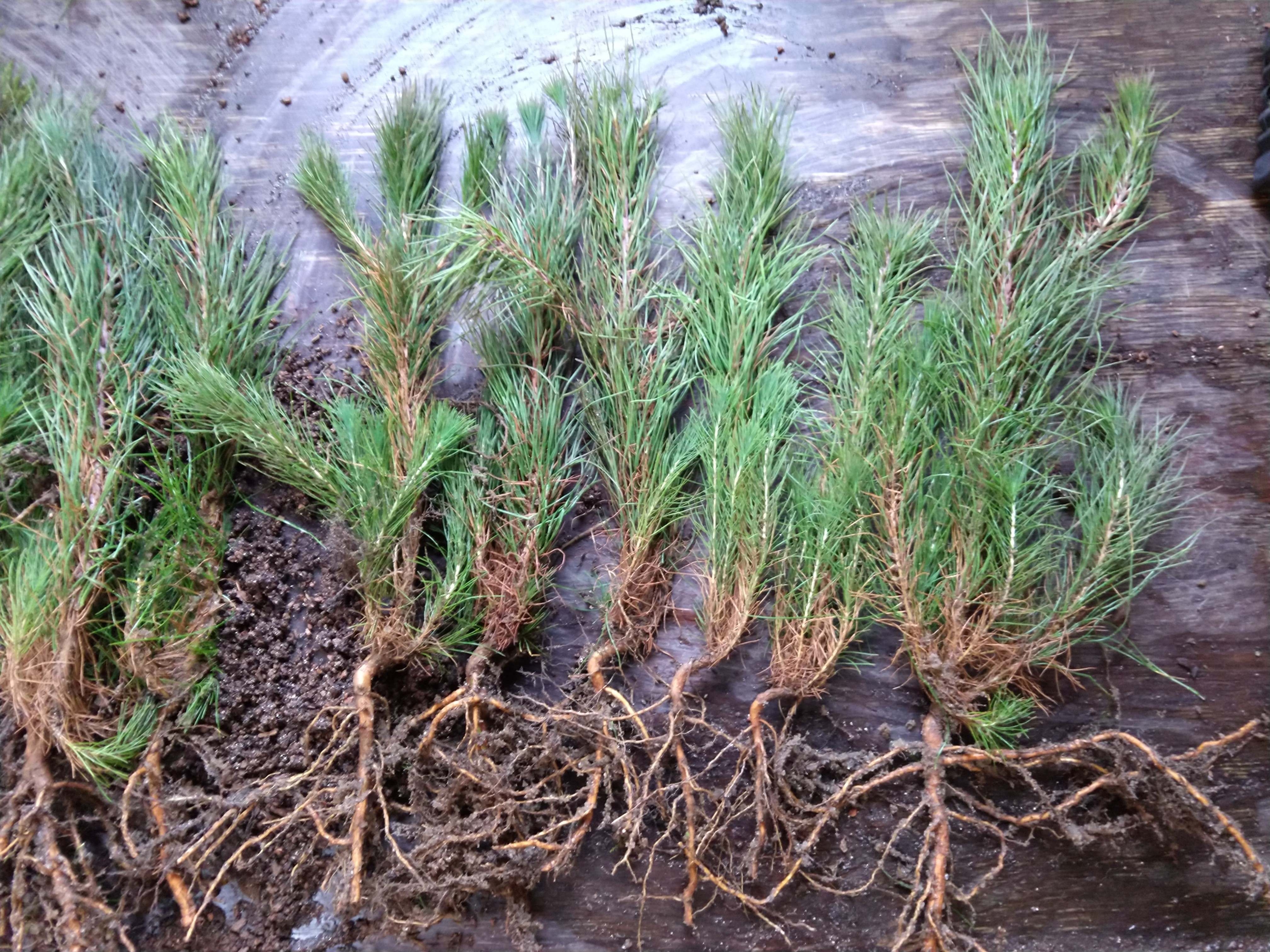
نهال‌هایی برای کاشت که در نزدیکی پایه شاخ و برگ‌ها، خم‌های J شکل را نشان می‌دهند.

پوسته دارای حفره‌های رزینی است (که گاهی به آن لکه‌های وصله می‌گویند)، که فرورفتگی‌های کوچکی به قطر کمتر از ۱ میلی‌متر تشکیل می‌دهند. این ویژگی را می‌توان برای تشخیص کاج کوتاه‌برگ از سایر گونه‌های کاج در محدوده بومی آن استفاده کرد. برای نمونه، پوست کاج کندر در مقایسه با درخت کاج کوتاه‌برگ در ابتدای عمر کمی تیره‌تر، ضخیم‌تر و شیاردارتر است، اما وقتی شروع به بلوغ می‌کند، این تفاوت‌ها محو می‌شوند. با این حال، جیب‌های رزین هنوز روی درخت کاج کوتاه‌برگ قابل مشاهده هستند و می‌توان از آنها برای شناسایی استفاده کرد.
تاج یک سر هرمی است که شامل چندین شاخه کوچک است. در طول عمر درخت تغییر چندانی نمی‌کند. این درخت دارای ریشه‌های بسیار قوی است و بنابراین می‌تواند در برابر بادهای شدید مقاومت کند. علاوه بر این، درخت می‌تواند در شرایط بسیار خشک زنده بماند. ریشه‌ها می‌توانند برای جستجوی آب به اعماق زیادی برسند. اعتقاد بر این است که ریشه‌ها به‌دلیل گستره وسیعی از گونه‌ها که در نتیجه آب و هوای متفاوتی را تجربه می‌کنند، طولانی است.
کاج کوتاه‌برگ را می‌توان در خاک‌های مختلفی از جمله خاک رس سفت، شن و ماسه یافت. اگرچه این گونه مختص خاک نیست، اما در شرایط مرطوب یا زهکشی بسیار ضعیف رشد نمی‌کند.

## آرایه‌بندی
کاج کوتاه‌برگ در زیرجنس کاج قرار دارد. لقب اکیناتا (echinata) به معنای خاردار است و به «جوجه‌تیغی» از اکینوس (echinus) اشاره دارد. به‌طور طبیعی با کاج کندر دورگه می‌شود. دورگه معمولاً شباهت بیشتری به کاج کوتاه‌برگ دارد. توسط فیلیپ میلر نامگذاری شد و تاریخ انتشار آن ۱۶ آوریل ۱۷۸۶ بود.

## پراکندگی و زیستگاه
کاج کوتاه‌برگ بیشترین محدوده کاج زرد جنوب ایالات‌متحده را دارد. از جنوبی‌ترین نیویورک، از جنوب تا شمال فلوریدا، از غرب تا شرق تگزاس و اوکلاهاما یافت می‌شود. این کاج زیستگاه‌های مختلفی از ارتفاعات صخره‌ای تا دشت‌های سیلابی مرطوب را اشغال می‌کند.
از آنجایی که کاج کوتاه‌برگ دارای دامنه وسیعی است، می‌تواند از خاک‌های مختلف استفاده کند. اکثر کاج‌های کوتاه‌برگ در خاک‌هایی رشد می‌کنند که در افق‌های زیر سطحی مواد آلی کمی دارند و نسبتاً مرطوب هستند. کاج کوتاه‌برگ در ارتفاعات تا ۹۱۵ متر در آپالاش جنوبی رشد می‌کند.
۸۵ نوع جنگلی مختلف وجود دارد که کاج کوتاه‌برگ جزء آنها می‌باشد که در ۲۲ ایالت در ایالات‌متحده قرار دارد.

## بوم‌شناسی

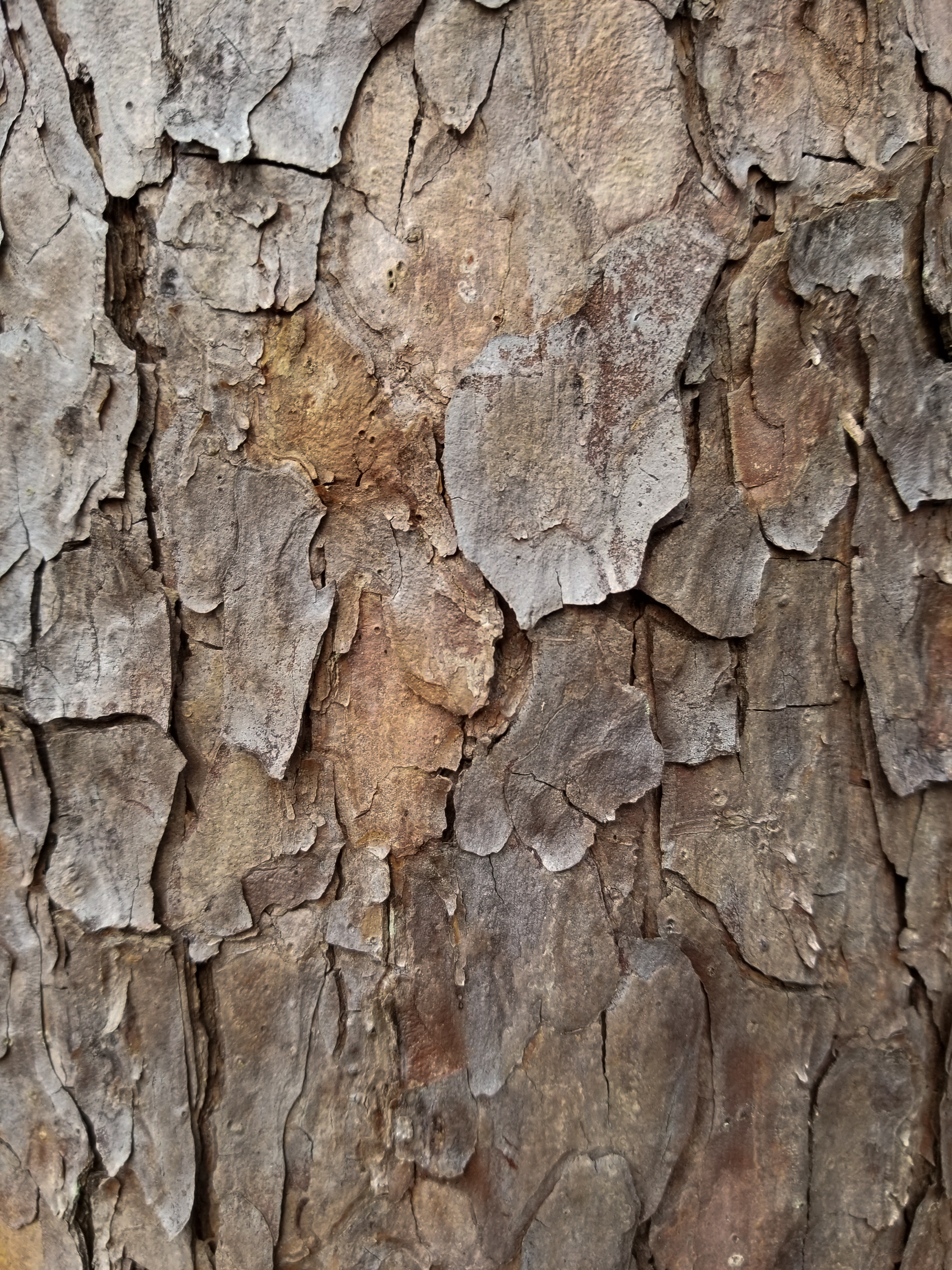
پوست با جیب‌های رزین قابل مشاهده است.

کاج کوتاه‌برگ در زیستگاه‌های مختلفی مانند جنگل‌های چوب‌سخت و جنگل‌های باز دیده می‌شود. خاک، زمین‌شناسی، آب‌شناسی و تعامل با آتش همه بر ساختار جامعه گونه تأثیر می‌گذارد. این می‌تواند در چندین شیب مختلف آب‌شناسی، از جمله تپه‌های ماسه‌ای، تپه‌های ماسه‌سنگی و شیب‌ها رشد کند. در ارتفاعات غلتشی و دشت‌های مسیک رخ می‌دهد. همچنین در چندین نوع مختلف جنگلی وجود دارد. این انواع جنگل به طرح طبقه‌بندی بستگی دارد. طبق گفته انجمن جنگل‌بانان آمریکا، کاج کوتاه‌برگ در هجده نوع پوشش جنگلی مختلف و شصت جامعه گیاهی سازمان حفاظت طبیعت یافت می‌شود.
آتش نقش کلیدی در بوم‌شناسی کاج‌های کوتاه‌برگ دارد، آتش بر نگهداری، ساختار، ترکیب، بازسازی و استقرار آنها تأثیر می‌گذارد. آتش رقابت با گونه‌های مختلف درخت را کاهش می‌دهد که باعث افزایش بقای کاج کوتاه‌برگ می‌شود و همچنین خاک را برای زادآوری آماده می‌کند. کاج کوتاه‌برگ معمولاً به‌خوبی به آتش تجویز شده پاسخ می‌دهد. با آتش‌سوزی‌های مکرر، این گونه می‌تواند در محیط‌های ساوانا، با طبقه زیرین بسیار متنوع و زیستگاه اصلی برای دارکوب شمالی رخ دهد.
این درخت اغلب به‌طور طبیعی با کاج کندر و کاج صمغی در جایی که محدوده آنها تلاقی می‌کند دورگه می‌شود. دورگه‌سازی با کاج کندر در دهه‌های اخیر به‌طور فزاینده‌ای متداول شده است و منجر به دورگه‌های با تحمل آتش کمتر می‌شود.

## کاربردها
کاج کوتاه‌برگ منبعی از خمیر چوب، روکش تخته سه‌لا و الوار برای مصارف مختلف است. کاج کوتاه‌برگ یکی از «کاج‌های زرد جنوبی» جنوب ایالات‌متحده است. گاهی به آن کاج زرد جنوبی یا کاج پوشال‌کوتاه نیز می‌گویند. چوب کاج کوتاه‌برگ به‌صورت تجاری برای ایجاد کفپوش و تیرها استفاده می‌شود. در گذشته از آن در ساخت دکل کشتی استفاده می‌شد و در دهه ۱۸۰۰ در طول جنگ انقلاب منبع اصلی چوب برای خانه‌ها بود. کاج کوتاه‌برگ به چوب سبک و چوب چاق نیز معروف است: چوبی صمغی که برای روشن کردن آتش به‌خوبی شناخته شده است. آتش قوی با این چوب فقط به کبریت آشپزخانه نیاز دارد. سقز موجود در رزین درخت را می‌توان برای درمان کلیه و مثانه استفاده کرد. می‌توان از آن برای درمان عفونت‌های روماتیسمی به‌عنوان مالش یا حمام بخار استفاده کرد. همچنین می‌توان از آن به‌صورت داخلی استفاده کرد. ثابت شده است که برای درمان بیماری‌های تنفسی، مانند آنفولانزا، سرفه، سرماخوردگی و سل مفید است. همچنین می‌توان از آن برای سوختگی، زخم، جراحت و جوش استفاده کرد.

## حفاظت

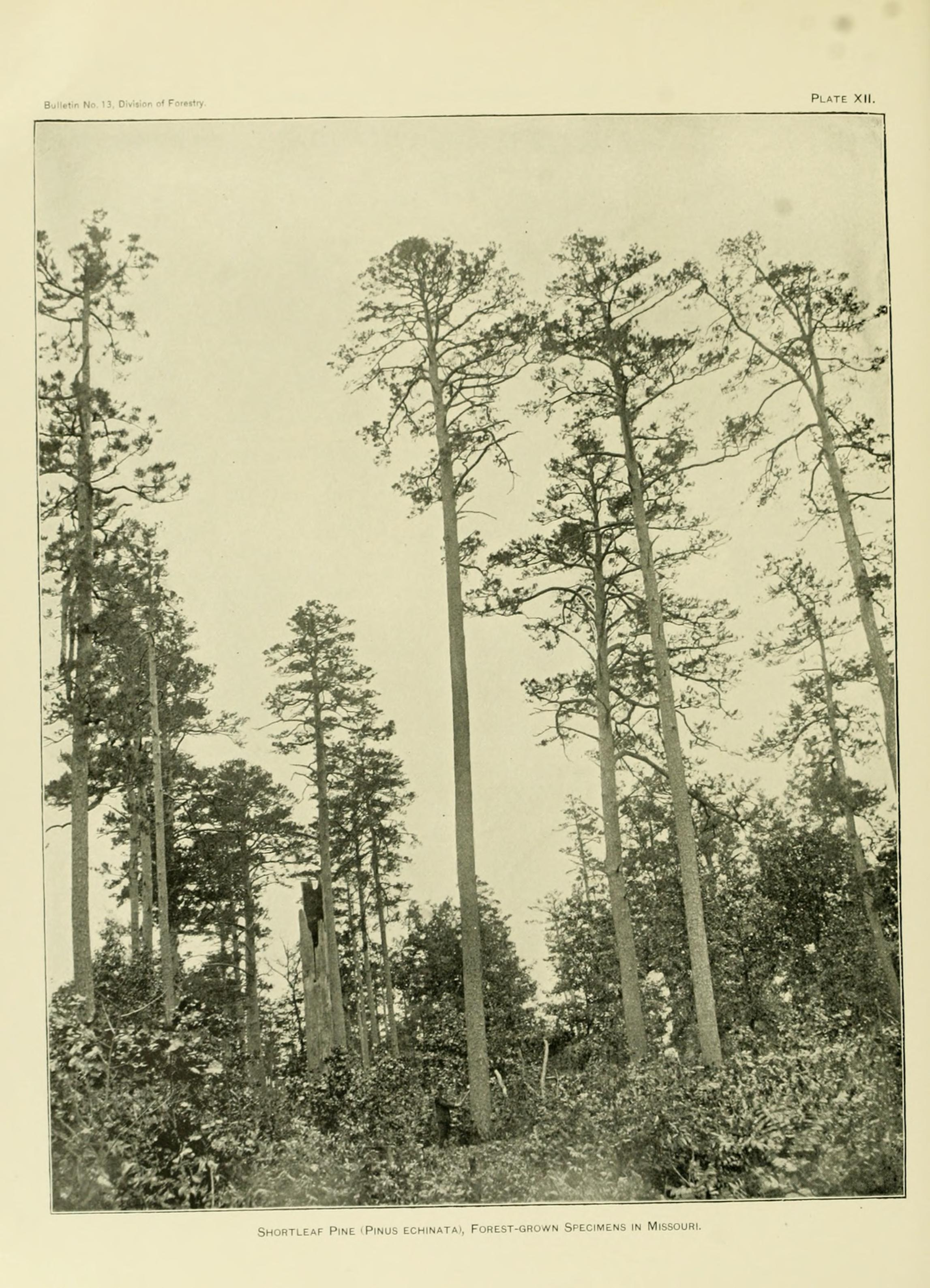
نمونه‌های غول‌پیکر، با مقیاس انسان

کاهش ۵۳ درصدی کاج کوتاه‌برگ از سال ۱۹۸۰ به‌دلیل عدم وجود مزاحمت مورد نیاز برای زادآوری گونه و تأثیرات کشاورزی و قطع درختان گسترده بوده است. محرومیت از آتش، تبدیل زمین و توسعه زمین اثرات منفی بر کاج کوتاه‌برگ دارد.
طرح کاج کوتاه‌برگ (SPI) در بهار سال ۲۰۱۳ برای کمک به مبارزه با این مشکل راه اندازی شد. SPI از سازمان‌های ایالتی و فدرال و همچنین سازمان‌های دولتی و خصوصی تشکیل شده است. در ژوئن ۲۰۱۶ یک طرح حفاظتی گسترده منتشر شد که هدف آن افزایش هماهنگی با طرفداران کوتاه‌برگ و به حداکثر رساندن استراتژی‌های حفاظت فعلی برای بهینه‌سازی استراتژی‌های بازسازی بود.
تمرکز اصلی این طرح بر احیای جنگل‌هایی است که در گذشته تحت سلطه کاج‌های کوتاه‌برگ بوده‌اند. در نظر گرفته شده است که توسط مدیران منابع طبیعی، زیست‌شناسان حیات‌وحش و حفاظت، جنگل‌بانان و همچنین سیاست‌گذاران و مالکان استفاده شود. به گفته سازمان حفاظت طبیعت، وضعیت حفاظت از کاج کوتاه‌برگ در نیویورک، پنسیلوانیا و ایلینوی «به شدت در معرض خطر» است. برعکس، در کارولینای شمالی و ویرجینیا «امن» است.

## ژنتیک
کاج کوتاه‌برگ یک جاندار دیپلوئیدی است که دوازده جفت کروموزوم دارد. ژنوم کوتاه‌برگ نسبتاً مشابه ژنوم سایر گونه‌های کاج است. مقدار C کاج کوتاه‌برگ یا مقدار دی‌ان‌ای یک کروموزوم گونه، هنگام اندازه‌گیری با استفاده از فلوسیتومتری لیزری ۲۱/۳۷ پی‌جی (pg) است. ژنوم کاج کوتاه‌برگ توالی‌یابی نمی‌شود. با این حال، اطلاعات ژنومی کاج کندر را می‌توان در مطالعات ژنتیکی مقایسه‌ای در مورد کاج کوتاه‌برگ استفاده کرد. وزارت کشاورزی ایالات متحده یک برنامه بهبود ژنتیکی را در سال ۱۹۶۰ راه‌اندازی کرد که هدف آن افزایش تنوع ژنتیکی گونه است که برای احیای مؤثر گونه حیاتی است، از طریق اصلاح درختان و انجام آزمایش‌ها دودمان.
این برنامه اثرات غیرعمدی ایجاد کرد، زیرا فرصت تلاقی با کاج کندر را باز کرد. رشد سریع یک ویژگی مطلوب در میان درختان است و این معمولاً از ویژگی‌های درختان دورگه است. به نوبه خود، پرورش‌دهندگان به انتخاب این صفات تمایل دارند. باغ‌های کاج کوتاه‌برگ نیز اغلب در مجاورت باغ‌های کاج کندر قرار دارند که می‌تواند باعث پرورش دورگه نیز شود.